# Chrysometopiops smithii
Chrysometopiops smithii là một loài ruồi trong họ Tachinidae.